# فريدريك الأول ملك بروسيا

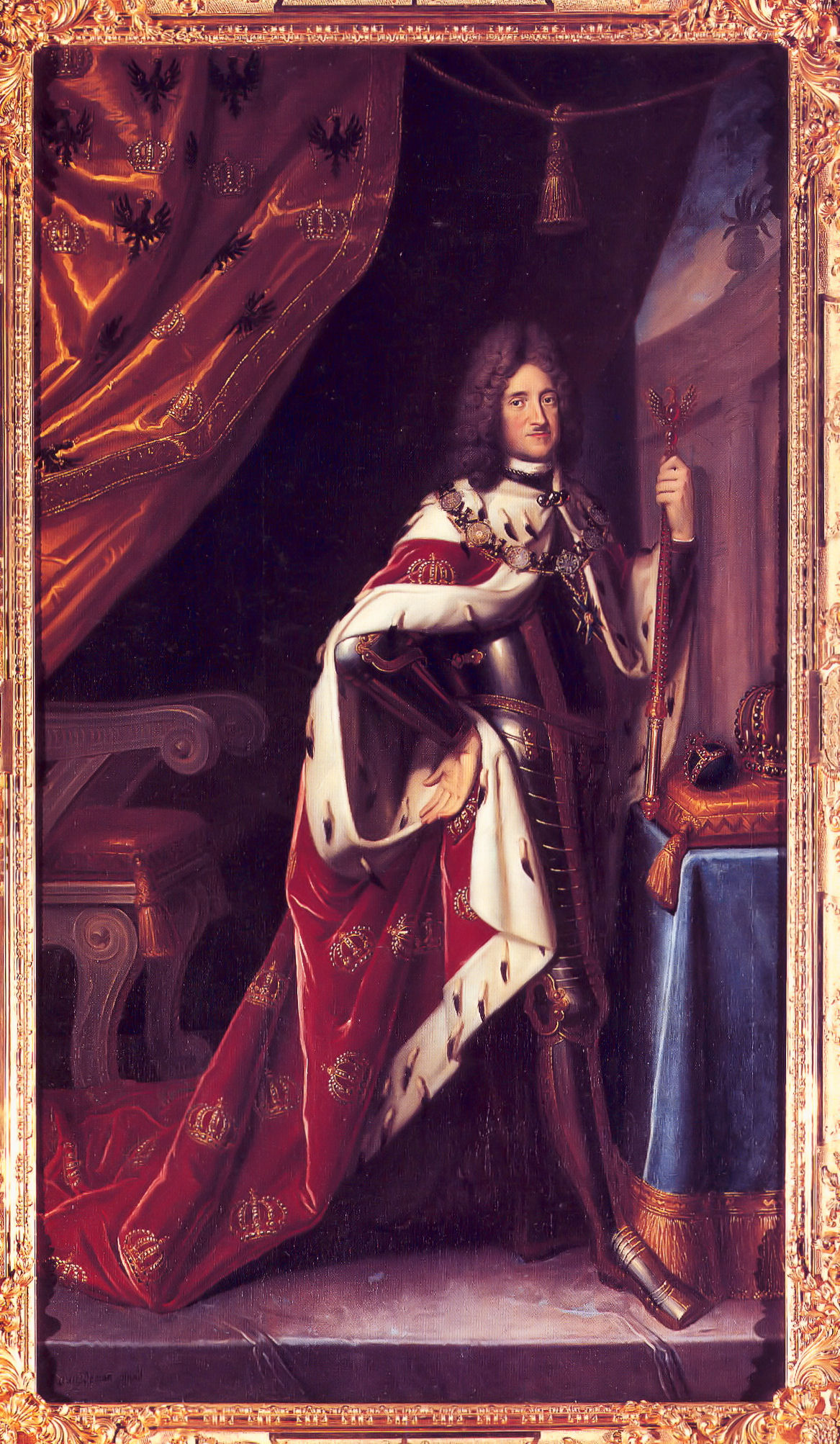
فريدرش الأول ملك بروسيا.

فريدرش الأول (Friedrich I؛ 11 يوليو 1657 - 25 فبراير 1713) من سلالة هوهنتسولرن، ناخب براندنبورغ باسم فريدرش الثالث (1688-1713)، ودوق بروسيا في اتحاد شخصي (براندنبورغ بروسيا). رَقـّى هذا المنصب الأخير إلى الملكية، ليصبح أول ملوك بروسيا (1701-1713). من سنة 1707 أصبح في اتحاد شخصي مع الأمير الحاكم لإمارة نيوشاتل. كما أنه جد من الأب للملك لفريدرش الكبير.

## السيرة

### العائلة
ولد في كونيغسبرغ، إبناً ثالثاً لفريدرش فيلهلم، ناخب براندنبورغ من زواجه الأول من لويز هنرييت الابنة البكر لفريدرك هندرك، أمير أورانج وأماليه زولمس براونفلس. وابن خاله هو ويليام الثالث ملك إنجلترا. عند وفاة والده في 29 أبريل 1688، فريدرش أصبح فريدرش الثالث ناخب براندنبورغ ودوق بروسيا. أسس فريدرش مباشرة بعد اعتلائه العرش جنوباً مدينة جديدة بجوار دوروتينشتات وأسمها نسبة له فريدرشتات.

### ملك في بروسيا
كانت دولة آل هوهنتسولرن تـُعرف باسم براندنبورغ بروسيا، بما أن الأسرة كانت تمتلك أساساً مرغريفية براندنبورغ ضمن الإمبراطورية الرومانية المقدسة ودوقية بروسيا خارج الإمبراطورية. رغم أنه كان مرغريف وأمير براندنبورغ الناخب، ودوق بروسيا، رغب فريدرش بلقب الملك المرموق أكثر. ولكن وفقاً للقانون الجرماني آنذاك، لا يمكن أن تقوم ممالك داخل الإمبراطورية الرومانية المقدسة باستثناء مملكة بوهيميا.
أقنع فريدرش ليوبولد الأول أرشيدوق النمسا والإمبراطور الروماني المقدس بأن يسمح بترقية بروسيا إلى مملكة. أعطي هذا الاتفاق ظاهرياً في مقابل تحالف ضد الملك الفرنسي لويس الرابع عشر في حرب الخلافة الإسبانية. جادل فريدرش بأن بروسيا لم تكن قط جزءا من الإمبراطورية الرومانية المقدسة ويحكمها بسيادة الكاملة. لذلك قال بأنه لا مانع قانوني أو سياسي يحول دون حكمها كمملكة. ساعد شارل أنسيون فريدرش في المفاوضات.
توج فريدرش نفسه في 18 يناير 1701 في كونيغسبيرغ. للإشارة إلى أن ملـَكية فريدرش كانت محدودة ببروسيا ولم تقلل من حقوق الإمبراطور في أراضي فريدرش الامبراطورية، كان عليه أن يسمي نفسه «ملك في بروسيا» بدلا من «ملك بروسيا». وبعبارة أخرى، بينما كان ملكاً في بروسيا، كان كا يزال مجرد ناخب تحت سلطان الإمبراطور الروماني المقدس في براندنبورغ. ومع ذلك في الوقت الذي توج فريدرش فيه نفسه ملكاً، كانت سلطة الإمبراطور على براندنبورغ (وبقية الإمبراطورية) إسمية فقط، وفي واقع الامر سرعان ما تم التعامل على أنها جزء من المملكة البروسية بدلاً من أن يكون كياناً منفصلاً. كان حفيده فريدرش الكبير أول ملك بروسي سـَمـّى نفسه رسميا «ملك بروسيا».
كان فريدرش راعيا للفنون. فأسس فريدرش أكاديمية الفنون (Akademie der Künste) في برلين سنة 1696، وكذلك أكاديمية العلوم عام 1700.

### زيجاته
تزوج فريدرش ثلاث مرات: أولا من إليزابت هنريتا هسن كاسل، ورُزقا بابنة واحدة هي الأميرة لويز سنة 1680، وقد توفيت دون ذرية بسن 25؛ ثم تزوج صوفي شارلوت هانوفر، ورُزقا بفريدرش فيلهلم الأول عام 1688، وهو الذي خلفه. سنة 1708، تزوج من صوفي لويز مكلنبورغ شفيرين، التي عاشت بعده ولم يرزقا بأبناء. توفي فريدرش في برلين عام 1713، ودُفن في كاتدرائية برلين.
حفيده فريدرش الكبير، وصف إلى فريدرش الأول ب«ملك المرتزق»، يرجع ذلك إلى حقيقة أنه استفاد كثيراً من توظيف قواته البروسية من أجل الدفاع عن أراضي أخرى، كما حدث في شمال إيطاليا ضد الفرنسيين. «الكل في الكل»، كتب عن جده، «كان عظيماً في أمور صغيرة، وصغيراً في العظيمة».

## وصلات خارجية
- فريدريك الأول ملك بروسيا على موقع الموسوعة البريطانية (الإنجليزية)
- فريدريك الأول ملك بروسيا على موقع إن إن دي بي (الإنجليزية)